# Weidachgraben (Wolfsgraben)
Der Weidachgraben ist über deren linken Auengraben Wolfgraben ein Zufluss der Altmühl im mittelfränkischen Landkreis Weißenburg-Gunzenhausen.

## Verlauf
Der Weidachgraben entsteht auf einer Höhe von 453 m ü. NHN beim Austritt eines kleinen Weihers südlich von Theilenhofen und südöstlich von Wachstein. Der Bach fließt beständig in westliche bis südwestliche Richtung und durchquert eine weite Offenlandschaft im Tal der Altmühl. Der Bach nimmt das Wasser aus einer Kläranlage auf. Der Weidachgraben mündet nach einem Lauf von rund 2,7 Kilometern unweit der Gemeindegrenze zu Dittenheim auf einer Höhe von 411 m ü. NHN nordwestlich von Gundelsheim an der Altmühl und südöstlich von Windsfeld von rechts in den Wolfsgraben, einem Auengraben der Altmühl.